# Andrea Meza
Alma Andrea Meza Carmona (Chihuahua, 13 agosto 1994) è una modella messicana, incoronata Miss Mondo Messico 2017 (classificare come seconda finalista nel Miss Mondo) e poi nel 2020 essere incoronata Miss Universo 2020.
È stata la terza messicana ad essere eletta Miss Universo dopo Lupita Jones (1991) e Ximena Navarrete (2010).

## Biografia
Nata a Chihuahua in una famiglia di origini messicane e cinesi, è la primogenita di tre figlie. Ha studiato ingegneria del software presso l'Università Autonoma di Chihuahua, cogniugando poi il lavoro di modella con quello di sviluppatrice.
Nel 2016 ha ottenuto il titolo di Miss Mondo Messico (in rappresentanza dello stato di Chihuahua), per poi raggiungere l'anno seguente la seconda posizione a Miss Mondo, conquistando in quest'ultimo il titolo di Continental Queens of Beauty per l'America.
Il 16 maggio 2021, al Seminole Hard Rock Hotel & Casino Hollywood di Hollywood, partecipa alla 69ª edizione di Miss Universo – posticipata di diversi mesi per gli effetti della pandemia di COVID-19 – in rappresentanza del proprio paese. Qui è incoronata vincitrice dell'evento dalla reginetta uscente Zozibini Tunzi, divenendo la terza messicana a riuscirci dopo Lupita Jones (1991) e Ximena Navarrete (2010).